# Mia Hundvin
Mia Terese Hundvin, född 7 mars 1977 i Bergen, är en norsk TV-producent och tidigare handbollsspelare (vänstersexa).

## Karriär

### Klubblagsspel
Från 1998 till 2000 spelade Mia Hundvin för Tertnes IL i Norge. 2000 flyttade hon till Danmark där hon först representerade FIF Håndbold till 2001 och sedan Slagelse FH 2001–2003. Hon spelade kommande år för Aalborg DH men blev gravid och återvände sedan till Norge. 2004 till 2006 representerade hon Nordstrand IF i Oslo. Hundvin slutade som handbollsspelare 2006 på grund av sin andra graviditet, men gjorde comeback för Nordstrand IF i en match mot Bækkelaget SK 6 januari 2008.

### Landslagsspel
Mia Hundvin spelade 32 matcher och gjorde 126 mål för norska U17-landslaget och sedan 10 landskamper med 15 mål i U19-landslaget. Karriären fortsatte sedan i A-landslaget där hon debuterade 15 februari 1998 mot Litauen med två mål. I slutet av 1998 var hon med och vann EM. Hon spelade sedan i VM 1999 där Norge vann VM-titeln. Under en turnering i östra Tyskland 2000 hängde hon sina kläder på tork på en lampa och då började det brinna i hotellrummet. Hon fick åka till polisen och förhördes angående brandanstiftan och det höll på att kosta henne OS-platsen. Hon tog OS-brons 2000 i Sydney.
Hundvin avslutade sin landslagskarriär mot Danmark i EM-finalen 2002 som Norge förlorade 22–25. Det var hennes 72:a landskamp. Hon har stått för 174 mål i norska landslaget.

### TV
Våren och hösten 2009 medverkade hon i debattprogrammet Trygdekontoret på NRK3. Hösten 2009 medverkade hon också i tävlingen Camp Senkväll i programmet Senkväll med Thomas och Harald på TV2. Sommaren 2014 var hon gäst i Sommarkväll från Nydalen på norska TV2. Hon var även med i Sommartid på samma kanal. Hundvin är också en hängiven dragspelare och har uppträtt i flera TV-program, bland annat Allsång på Gränsen 2015. Hon har även medverkat i Bäst i test Norge 2020. Hon arbetar som producent för produktionsbolaget Feelgood, och har stått bakom produktioner som Tørnquist Show, De nominerte, Brille og Ukens vinner.

### Privatliv och övriga uppdrag
Hundvin blev 1999 tillsammans med danska handbollsspelaren Camilla Andersen. Paret ingick partnerskap år 2000. År 2003 separerade paret och Hundvin blev tillsammans med snowboardproffset Terje Håkonsen. Hundvin och Håkonsen har två barn tillsammans. 